# Bezirksgericht (Horn)

Bezirksgericht Horn (um 1910)

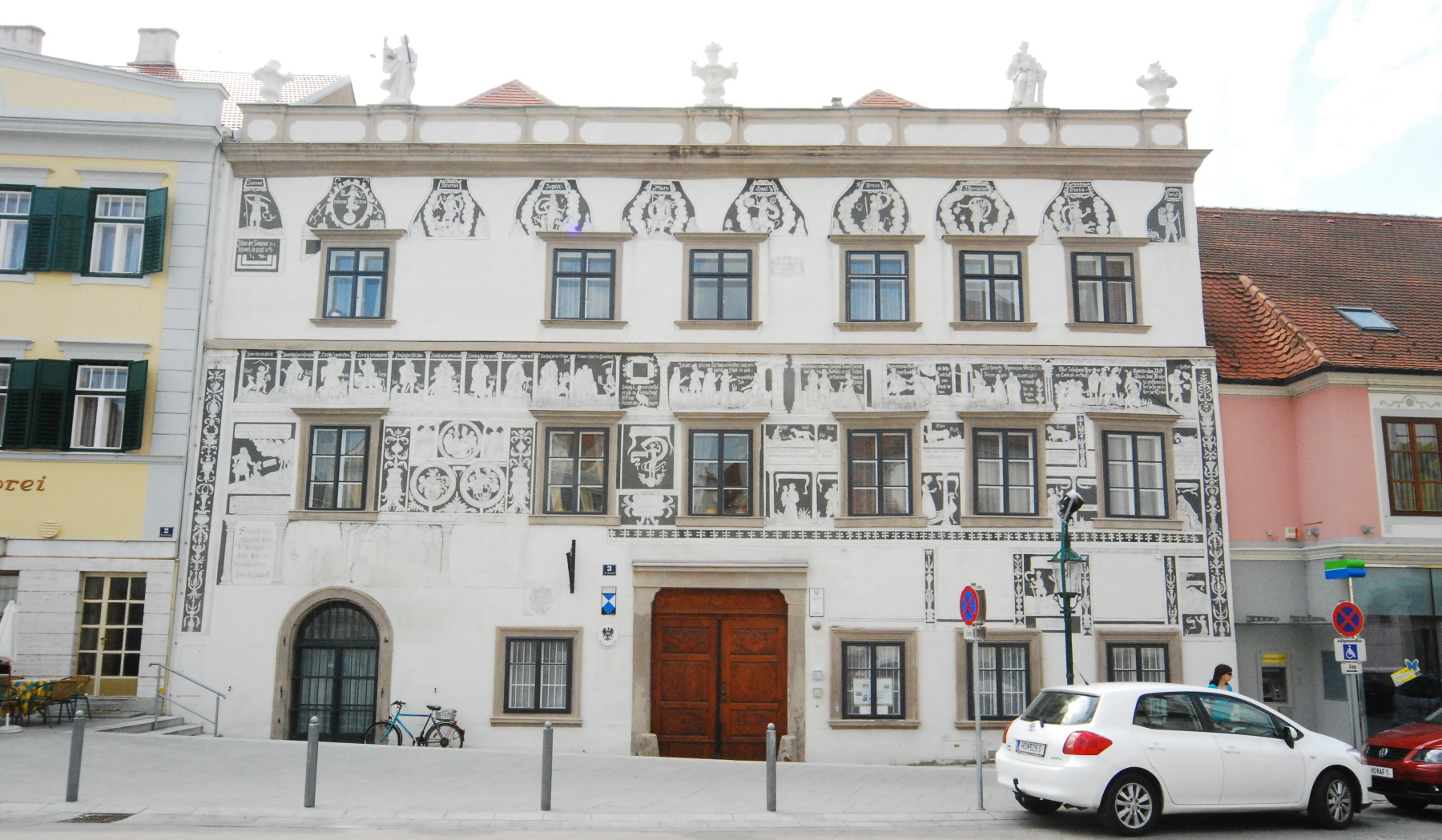
Bezirksgericht Horn (2011)

Das Bezirksgericht auf dem Kirchenplatz der niederösterreichischen Stadt Horn wird auch als gemaltes Haus oder Sgraffitohaus bezeichnet und steht unter Denkmalschutz (Listeneintrag).

## Geschichte
Der Kern des dreigeschoßigen Bauwerks stammt aus dem 4. Viertel des 16. Jahrhunderts. Wappen am Gebäude lassen vermuten, dass die mit 1583 bezeichneten Sgraffitobilder unter Veit Albrecht von Puchheim als Besitzer angebracht wurden. Die zu einem unbekannten Zeitpunkt übermalten Bilder wurden 1899/1900 wiederentdeckt, freigelegt und restauriert, aber auch ergänzt.
Das gemalte Haus ist seit ungefähr 1860 Sitz des Bezirksgerichts Horn. Im Vorfeld der Niederösterreichischen Landesausstellung 2009 wurde das generalsanierte Bezirksgericht von Justizministerin Claudia Bandion-Ortner und Landeshauptmann Erwin Pröll am 30. April 2009 wieder eröffnet.

## Beschreibung
Die dem Kirchenplatz in Horn zugewandte Fassade des Bezirksgerichts besitzt in den beiden oberen Stockwerken über die sieben, in unregelmäßigen Abständen angeordneten Fenster. Im Erdgeschoß sind vier Fenster, ein rundbogiges Tor und ein Eingang in ein ehemaliges Geschäftslokal.
Der in der österreichischen Kunsttopographie beschriebene und auf Fotografien abgebildete Attikaaufsatz mit dem Relief eines Horn blasenden Genius auf dem Flachgiebel wurde zu einem unbekannten Zeitpunkt entfernt. Erhalten blieben die schmückenden Vasen sowie die beiden Frauengestalten mit den Attributen der Gerechtigkeit.
Die Sgraffitobilder stellen unter anderem
- den Sündenfall,
- die Kreuzigung Christi,
- Christus in der Vorhölle,
- die Apokalyptischen Reiter,
- die Opferung Isaaks

sowie Fortitudo, Justitia und Fortuna dar.
Im Hof befindet sich ein dreigeschoßiger Hofflügel aus der Zeit um 1600 mit Pfeilerarkaden im Erdgeschoß und einer Säulchenloggia im 2. Stock. Außerdem gibt es noch ein querliegendes zweigeschoßiges Hinterhaus.